# Ar-Rafika
Ar-Rafika (arab. الرافقة) – wieś w Syrii, w muhafazie As-Suwajda. W 2004 roku liczyła 101 mieszkańców.